# Tyspanodes obscuralis
Tyspanodes obscuralis là một loài bướm đêm trong họ Crambidae.